# 중부일보
중부일보(中部日報)는 경기도와 인천광역시를 중심으로 하는 종합 미디어그룹으로 1990년 11월 21일에 설립됐으며 1991년 2월 5일 창간했다. 
1천670만 경기·인천의 민의를 대변하는 언론 역할과 건전한 여론 형성에 힘쓰고 있다. 본사는 경기도 수원시 권선구 인계동에 있으며 인천본사는 인천광역시 남동구 구월동에 위치해있다.

### 개요
1991년 창간한 경기·인천지역 종합일간지 중부일보는 디지털신문 및 온라인 뉴스플랫폼 9곳의 실시간 운영과 지면신문 주 5일 20면을 발행하고 있으며, 100여 명의 기자들이 근무하고 있다.
지난 34년간 한국기자협회 이달의 기자상 등 수많은 언론시민사회단체 주요 상을 수상했으며, ‘조달시스템 허점 소방청 혈세 수십억 손실’, ‘미투운동 모범단체 여청단의 두 얼굴’ 등 굵직한 탐사보도로 큰 사회적 반향을 일으켰다. 또 수원 도심 군공항 이전 문제, 용인 반도체 클러스터 조성 갈등 등 풀리지 않는 지역현안을 기획취재와 연속보도를 통해 해법을 모색하고 사회적 담론을 형성하는 등 지역언론의 공익적 역할을 이행하고 있다.
특히 2021년부터는 서울대언론정보연구소(SNU팩트체크센터)와 공동으로 팩트체크 뉴스를 생산해 지역언론의 신뢰성을 높이고 빅데이터로 본 지방선거, 로컬빅데이터 등 새롭게 선보인 객관적 기획보도를 통해 지역언론의 데이터 저널리즘 확대를 이끌고 있다. 또한 전국 최초로 AI를 접목한 선거 영상 콘텐츠와 이주민 참정권 현주소를 디지털 스토리텔링으로 풀어낸 혁신콘텐츠로 중앙선관위와 언론학회가 주관한 인터넷 선거보도상에서 대상을 수상하고 민언련으로부터 이달의 좋은 보도상을 받는 등 대내외적으로 좋은 평가를 받고 있다.
또 이주외국인이 가장 많은 지역적 특성에 맞춰 ‘다문화 뉴스’ 섹션을 신설, 생활정보와 주요 소식을 영어·중국어·베트남어 등으로 번역해 전달하고 있으며 이주외국인·다문화가정 등과 관련된 기획보도와 인터뷰 등을 연재하고 있다.
2023년에는 보이는 라디오 형태인 ‘JB라디오’를 론칭하고 지역과 밀착된 뉴스를 음악과 함께 제공하고 있다.
아울러 23여 년째 지역인재 육성을 위해 운영 중인 오담장학회(장학금 전달 누적 인원 800여명)와 지역 대학과 MOU를 맺고 학생들의 취업과 연계해 운영 중인 인턴제도, 기부와 나눔문화 정착을 위한 ‘행복이 착착착’ 캠페인, 침체된 지역상권을 살리기 위한 연중기획 ‘우리동네 맛시장’ 등 함께 사는 지역사회 실현을 위해 힘쓰고 있다.

## 연혁
- 1990.11.21 | 중부일보 설립
- 1991.02.05 | 중부일보 창간, 한국기자협회 가입
- 1991.07.08 | 한국신문협회 가입
- 1995.09.01 | 제2차 전자출판시스템 구축 (컴퓨터 조판기 및 출력시스템)
- 1996.07.07 | 화성 태안 인쇄공장 준공, 제2창간 선언
- 1997.09.12 | 중부뉴스비전(뉴스속보 전송 및 공공캠페인) 설치
- 1999.05.27 | 디지털 중부일보 서비스 시작(joongboo.com)
- 2003.03.01 | 중부일보 부설 오담장학회 설립
- 2008.09.01 | 경인지역 언론 최초 신문 통합DB 구축
- 2010.12.31 | 중부일보 & 중앙일보 종합편성채널사업자 확정(JTBC)
- 2011.07.07 | 신사옥 이전 및 창간 20주년 기념식
- 2012.03.15 | 중부일보-JTBC 제휴사 선포식, 道북부·인천 방송보도 본격 가동
- 2013.07.07 | ‘손안의 뉴스’ 중부일보 뉴스앱 서비스 시작
- 2014.12.01 | 한국디지털뉴스협회 가입
- 2014.03.06 | 중부일보 선거포털(vote.joongboo.com) 오픈
- 2015.06.08 | 경인지역 최초 경기북부판 신설
- 2016.08.08 | 디지털 초판 ‘미리보는 중부일보 PM7' 오픈
- 2019.12.16 | 신문제작시스템(CTS) 전면 교체
- 2021.11.29 | 다문화뉴스 섹션 신설(영문·국문 동시 보도 시작)
- 2021.12.12 | 서울대언론정보연구소 SNU 팩트체크 제휴사 선정
- 2022.01.17 | 디지털 중부일보 사이트 전면 개편(소셜 로그인 통한 맞춤형 뉴스 제공)
- 2023.01.30 | 지역신문발전기금 우선지원대상사 선정
- 2023.05.18 | JB 라디오(보이는 라디오) 시작
- 2023.07.07 | 중부일보 부설 오담장학회, 장학금 전달 (누적 인원 780명)
- 2023.08.08 | 중부일보-수원 공동체 라디오 콘텐츠 교류 업무협약 체결
- 2023.08.30 | 중부일보 인천소상공위원회 출범(소상공인-언론 가교역할)
- 2023.11. 21| 경기도 언론사 최초 사랑의열매 '착한일터' 가입
- 2024.01. 31| 지역신문발전기금 우선지원대상사 연속 선정
- 2024.04. 04| 중부일보-경기도중소기업CEO연합회 상생협력 업무협약
- 2024.05. 16| '시민과 함께 만드는 뉴스'… 중부일보 시민기자단 출범
- 2024.07. 11| 중부일보 인천본사, 언론사 최초 '초록우산 나눔기업' 선정
- 2024.11. 14| 중부일보 - 한국노총경기지역본부 업무협약 체결
- 2024.11. 28| 중부일보, 사랑의열매에 기부금 전달(581만8천882원)
- 2025.02. 03| 지역신문발전기금 우선지원대상사 3년 연속 선정

## 주요 보도 성과
- 1995년 | ‘경기도 4대 선거 출마예상자 동향 파악’ 보도 (제54회 한국기자협회 이달의 기자상 수상)
- 2000년 | ‘미 공군 매향리 오폭과 우라늄탄 사용 논란’ 보도(제117회 한국기자협회 이달의 기자상 수상)
- 2001년 | ‘단국대 천문학적 시세차익 노렸다’ 보도(제135회 한국기자협회 이달의 기자상 수상)
- 2003년 | ‘한글발음 이대로 좋은가’ 기획보도 (제154회 한국기자협회 이달의 기자상 수상)
- 2003년 | ‘한화 매립지 특혜의혹’ 보도 (제157회 한국기자협회 이달의 기자상 수상)
- 2011년 | ‘구제역 매몰 사체 발굴 불법 재활용 실태’ 최초 및 연속보도(제255회 한국기자협회 이달의 기자상 수상)
- 2013년 | ‘괴생물체 '끈벌레' 한강 습격...비상’ 보도(제272회 한국기자협회 이달의 기자상 수상)
- 2016년 | ‘사건 짜깁기·조작한 '복마전' 경기도 행정심판’ 보도(제309회 한국기자협회 이달의 기자상 수상)
- 2019년 | ‘여성단체의 탈을 쓴 성매매 카르텔…'여청단' 실체’ 보도(제349회 한국기자협회 이달의 기자상 수상)
- 2022년 | ‘지선 팩트체크·AI 격파남·빅데이터로 본 지방선거’ 기획보도(제5회 인터넷선거보도상 대상 수상)
- 2022년 | ‘누리지 못하는 권리-이주민 참정권의 현주소’ 기획보도 (민주언론시민연합 ‘이달의 좋은 보도상’ 수상)
- 2023년 | ‘지선팩트체크’ 시리즈(제6회 한국팩트체크대상 우수상 수상)
- 2024년 | ‘기후위기 변화의 기로’ 기획보도(지역신문발전위원회 공동주제심층보도지원 선정)
- 2024년 | ‘광역교통망 확대, 지역소멸 앞당기나’ 기획보도(지역신문발전위원회 지역공동체활성화프로젝트지원 선정)

## 같이 보기
- 엔디소프트